# Ulica Armii Krajowej w Kołobrzegu

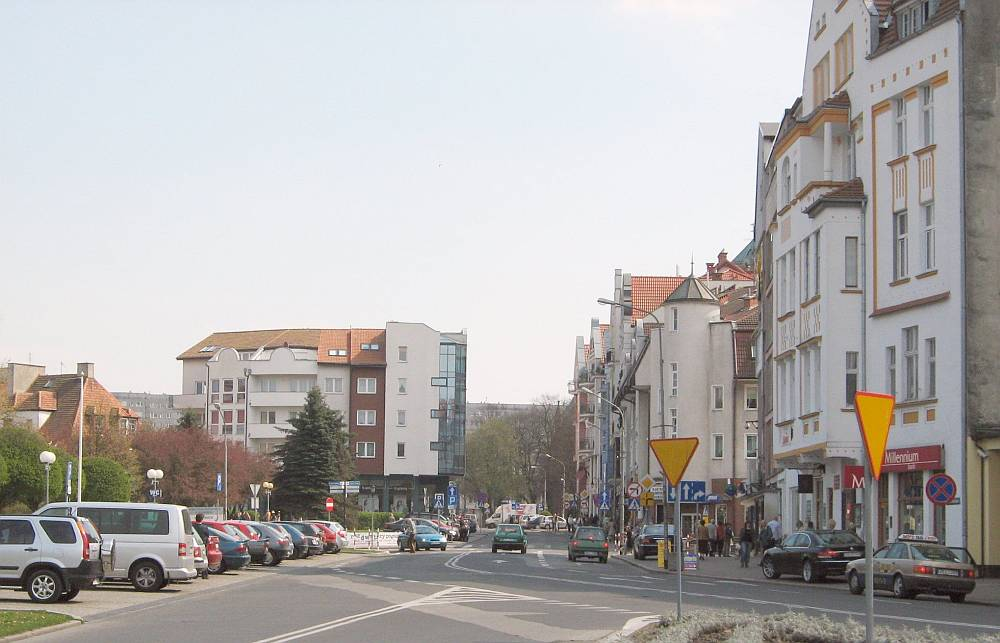
Ul. Armii Krajowej

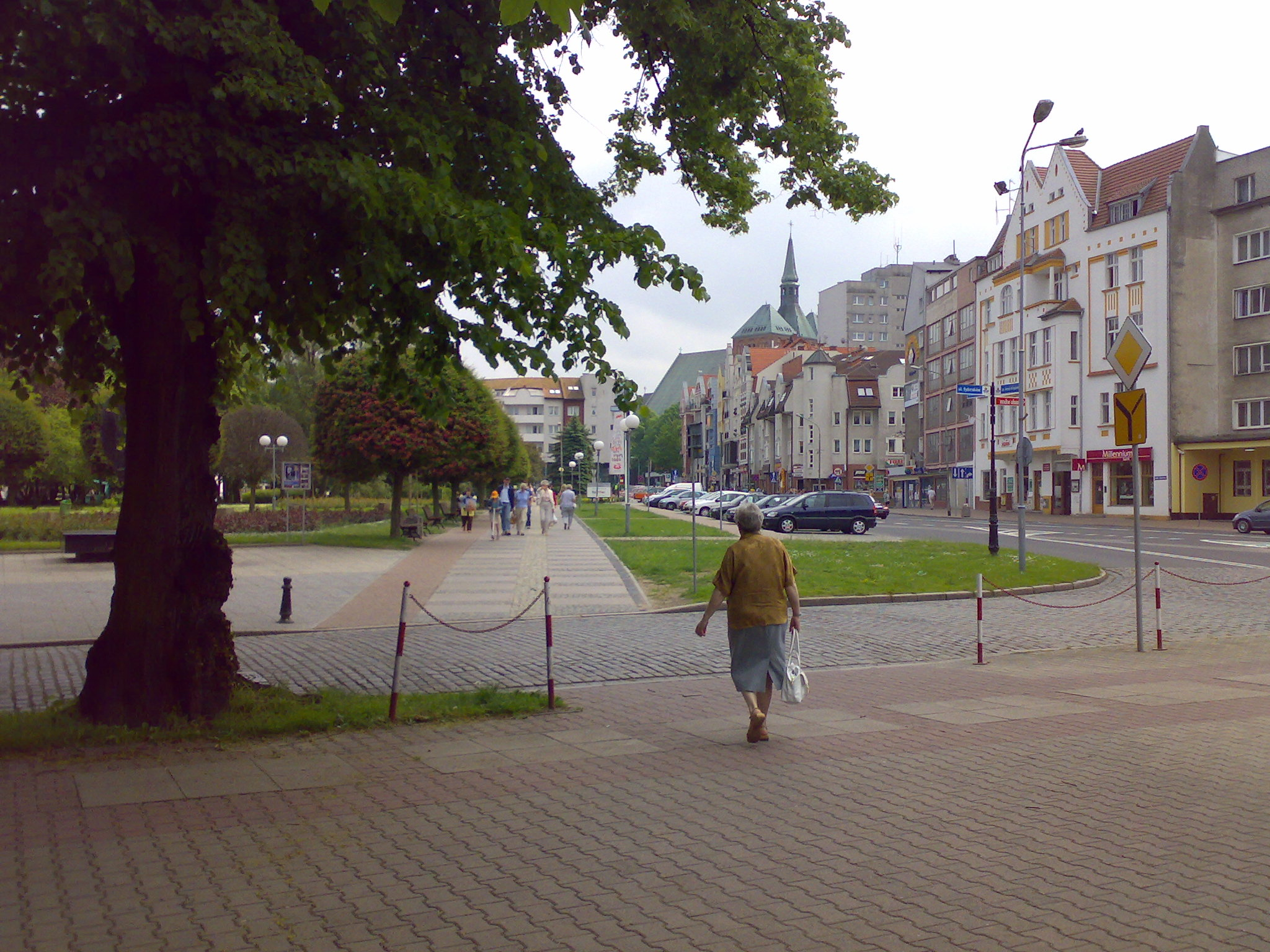
Ul. Armii Krajowej od strony placu 18 Marca

Ulica Armii Krajowej w Kołobrzegu – główna ulica śródmieścia Kołobrzegu.

## Historia
Ulica powstała w średniowieczu. Została wytyczona wraz z lokacją miasta Kołobrzegu na prawie lubeckim w 1255 roku. Łączyła miasto z przedmieściem Ujście. Znajdowały się przy niej główne obiekty takie jak: ratusz, kościół farny - bazylika konkatedralna Wniebowzięcia Najświętszej Maryi Panny, komendantura Twierdzy Kołobrzeg.
Od XIX wieku odgrywała rolę ulicy reprezentacyjnej miasta. Od ratusza do dzisiejszego placu 18 Marca stanowiła deptak. Odbywały się przy niej główne uroczystości oraz parady wojskowe. Przed II wojną światową wzdłuż ulicy wybudowano wiele wielokondygnacyjnych kamienic, w których mieściły się sklepy, restauracje, kawiarnie banki i hotele. 
W 1945 roku zabudowa ulicy Armii Krajowej znacznie ucierpiała. Niewiele zachowało się przy niej niezniszczonych domów. Mimo to po osiedleniu się w Kołobrzegu polskich repatriantów zaczęła się odradzać. Na parterach wypalonych kamienic do lat 50. XX wieku powstało wiele zakładów usługowych, sklepów i lokali gastronomicznych. Na początku lat 60. XX większą część nieremontowanej po zniszczeniach wojennych zabudowy wyburzono.
Ulica została odbudowana w latach 80. i 90. XX wieku. Obecnie ponownie pełni funkcje centralnej ulicy miasta.

## Nazwy ulicy
Ulica wielokrotnie zmieniała swoją nazwę. Do XIX wieku na całej długości nosiła nazwę ul. Ujście (niem. Münderstrasse). Po wytyczeniu placu Cesarskiego (niem. Kaiserplatz) położony przy nim fragment przemianowano na ul. Przy Placu Cesarskim (niem. Am Kaiserplatz). W okresie międzywojennym zmieniono nazwę ul. Ujście na ul. Adolfa Hitlera (niem. Adolf Hitlerstrasse).
Po II wojnie światowej ponownie kilkakrotnie nosiła różne nazwy. Początkowo była ul. Wyzwolenia, od lat 50. XX wieku ul. Włodzimierza Lenina, a od lat 90. XX wieku ul. Armii Krajowej.

## Charakterystyczne obiekty
- DH Bryza
- Konkatedra
- Pałac Brunszwickich
- Poczta
- Ratusz